# Iberolacerta monticola
La lagartija serrana (Iberolacerta monticola) es una especie de lagartija de la familia Lacertidae.

## Descripción
Lagartija de talla mediana, aspecto robusto y cabeza relativamente aplastada, con el dorso de color parduzco o verde brillante con reticulado en negro, vientre blancuzco, azulado o verdoso amarillento, con puntos negros. Ocelos axiales azules.

## Distribución
Endemismo ibérico, se localiza en la cordillera Cantábrica, sierra de Queija, sierra de Invernadeiro y sierra del Caurel en Orense, zonas bajas de La Coruña, Lugo y Sierra de la Estrella (Portugal) desde el nivel del mar en Galicia hasta casi los 2000 metros en Portugal, aunque su rango altitudinal preferente está entre los 600 y 2000 metros.

## Hábitat
Ligada a roquedos de alta montaña, en Galicia llega al nivel del mar en afloramientos rocosos fluviales con vegetación de ribera.